# Shahida Raza
Shahida Raza (in urdu شاہدہ رضا‎?; Quetta, 15 agosto 1993 – Cutro, 26 febbraio 2023) è stata una calciatrice e hockeista su prato pakistana.

## Carriera sportiva
Raza, conosciuta con il soprannome di Chintu, proveniva dalla regione montuosa di Quetta, nel Belucistan. Ha iniziato la sua carriera nell'hockey su prato nel 2007 e ha giocato in squadre sponsorizzate dall'Esercito pachistano (Water Power Development Authority - WAPDA), e Pakistan Railways. Ha giocato per il Pakistan nella U-18 Girls Cup 2009 della Asian Hockey Federation e a livello senior nella Asian Hockey Federation Cup 2012. Mezzo difensore, è stata capitano della nazionale. A livello nazionale, faceva parte della squadra WAPDA che ha raggiunto le finali della Coppa femminile U-21 della Pakistan Hockey Federation 2012.
Raza ha giocato anche nella nazionale di calcio femminile del Pakistan, mentre a livello nazionale ha giocato fino al novembre 2013 per il Balochistan United WFC, con il quale raggiunse otto finali del campionato nazionale.
Ha anche gareggiato a livello nazionale e internazionale come professionista nelle arti marziali (kickboxing e kung fu). Ha rappresentato il Pakistan al 3-Nations International Kung Fu Championship 2016 a Lahore, dove ha vinto la medaglia d'oro, al West Asia Wushu Championship 2016, dove ha vinto il bronzo, agli Giochi della solidarietà islamica 2017, dove ha vinto il bronzo, e al South Asian Games, dove ha vinto l'argento.
Le sue sponsorizzazioni sono state interrotte nel 2020, durante una grave crisi economica, lasciandola senza lavoro.

## Vita personale e morte
Raza era un membro della minoranza sciita Hazara in Pakistan. Suo figlio rimase parzialmente paralizzato a casa di un ictus a 40 giorni di vita,. Shahida Raza divorziò poi dal marito e per il resto della vita fu una ragazza madre. Secondo la sua famiglia e un compagno di squadra, quando suo figlio aveva tre anni, lei iniziò a viaggiare attraverso l'Iran e la Turchia chiedendo asilo per ottenere cure mediche e un futuro migliore per il bambino.
Il 26 febbraio 2023, quattro mesi dopo aver lasciato il Pakistan, Shahida Raza morì in un incidente marittimo al largo della costa meridionale dell'Italia, insieme ad altri 86 migranti, di cui almeno altri 27 pakistani. Al momento dell'incidente aveva 29 anni.
La Federazione Hockey del Pakistan ha espresso le proprie condoglianze alla famiglia di Raza dopo che la sua morte è stata confermata. Il primo ministro del Belucistan le ha reso omaggio   Anche la Federazione Italiana Hockey ha manifestato il proprio cordoglio.